# Офф-роуд

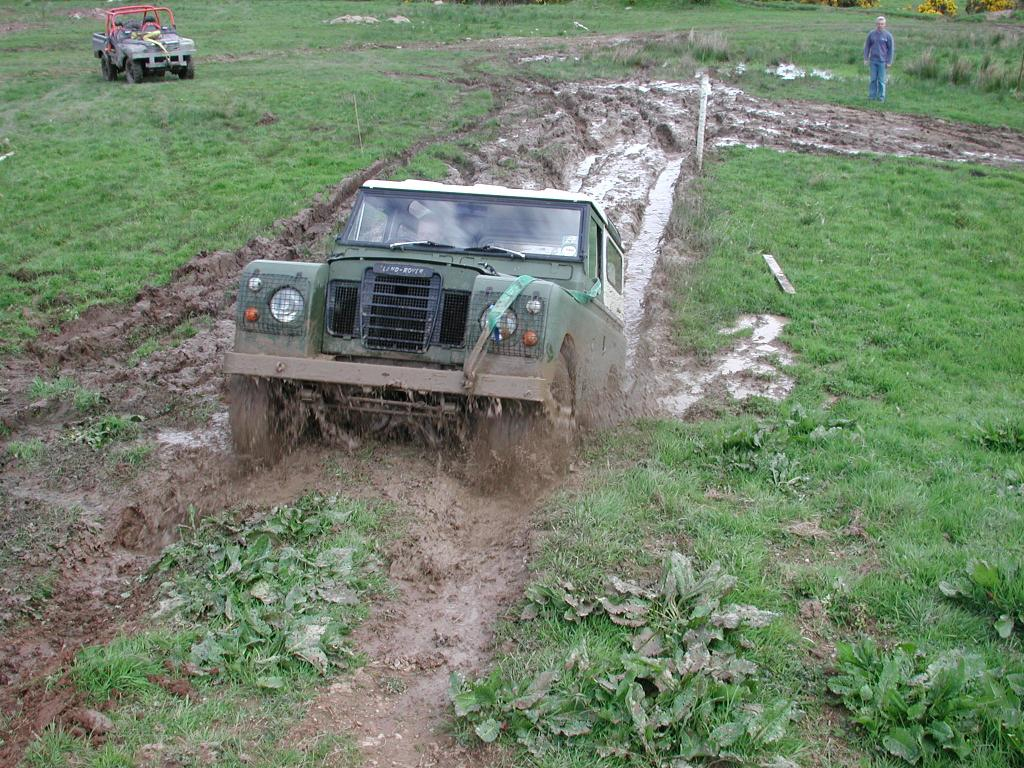
Land Rover Series 2a

Офф-роуд (англ. off-road — бездорожье) — вид активного отдыха и спорта, подразумевающий преодоление бездорожья на разных видах полноприводной техники (автомобиль, квадроцикл, мотоцикл, вездеход и так далее).

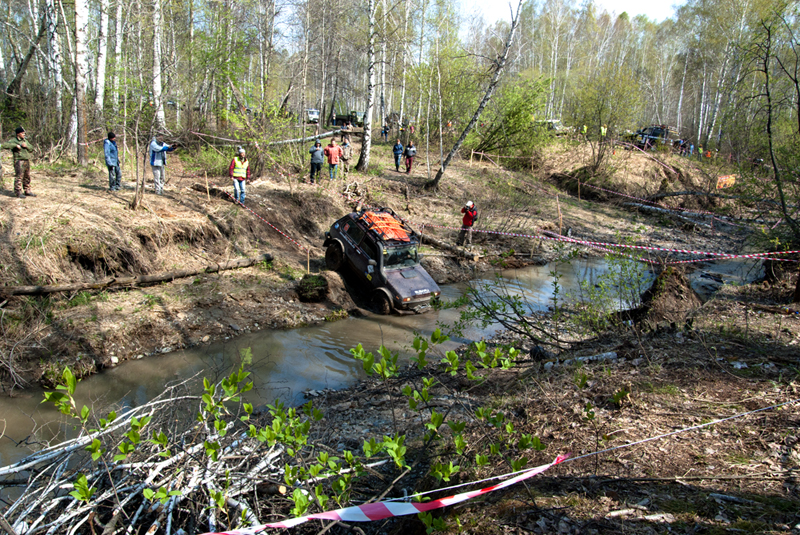
Соревнования на X Сибирском автомотофестивале имени Игоря Куликова (2014)

Офф-роуд мероприятия можно разделить на две категории: спорт и активный отдых. К офф-роуд мероприятиям активного отдыха относят внедорожные экспедиции, рейды, фестивали. К спортивным мероприятиям — различные соревнования, проходящие главным образом на пересечённой местности.

## Спортивный офф-роуд
Во время соревнований по офф-роуду экипаж внедорожника состоит, как правило, из двух человек: водителя и штурмана. Водитель должен обладать хорошими навыками внедорожного и экстремального вождения. Штурман отвечает за навигацию, строит маршрут, помогает водителю во время прохождения по трассе.

## Джипинг

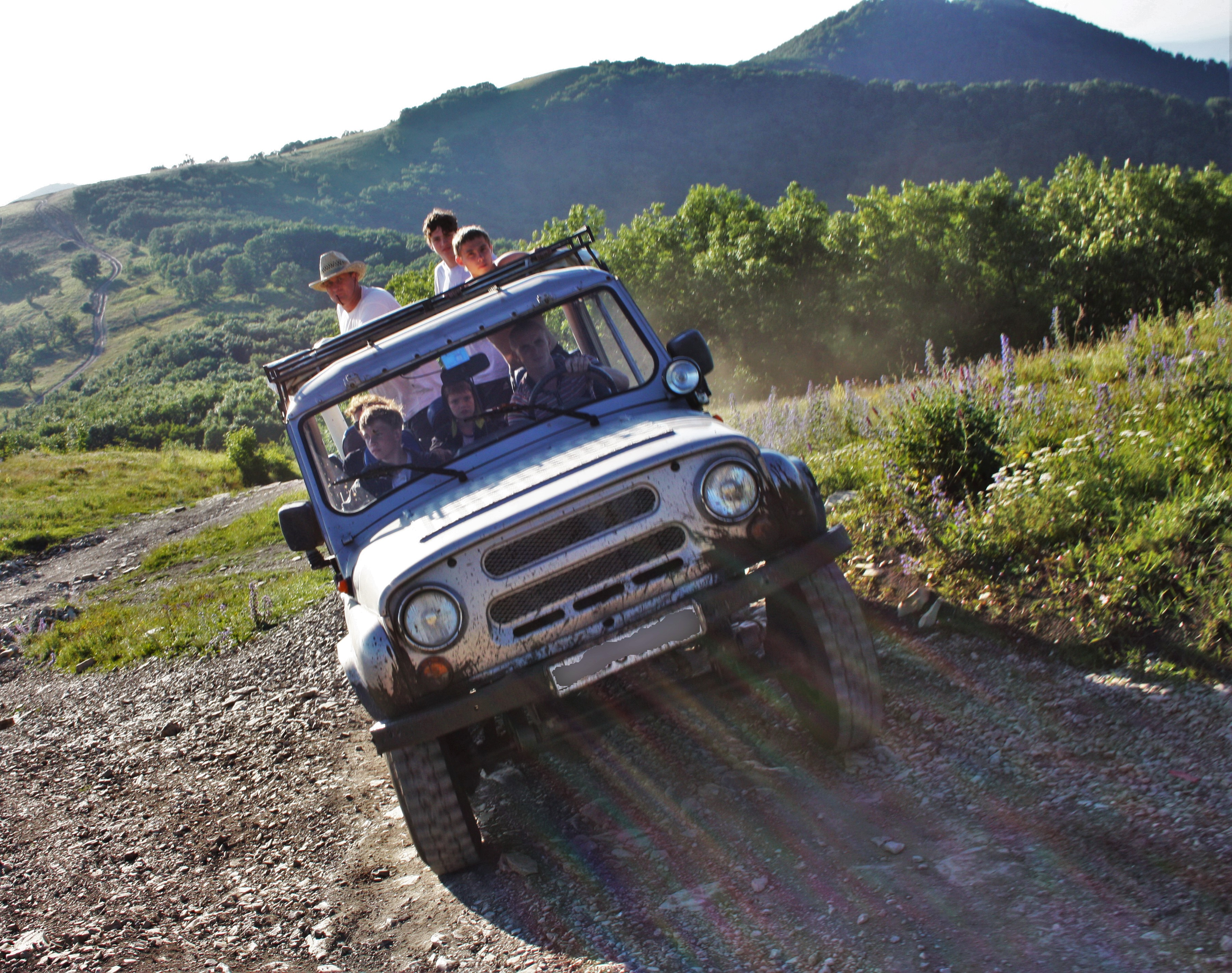
Джипинг

Джипинг (англ. Jeeping) — экстремальный вид отдыха и туризма, заключающийся в прохождении туристических маршрутов по бездорожью на автомобилях (джипах и вездеходах).
Во многих странах данный вид развлечения для туристов получил распространение как правило в горных местностях, активно посещаемых туристами.
Например, в России в 2009 году департамент комплексного развития курортов и туризма Краснодарского края выходил с предложением на законодательном уровне урегулировать развитие джипинга.

## Галерея

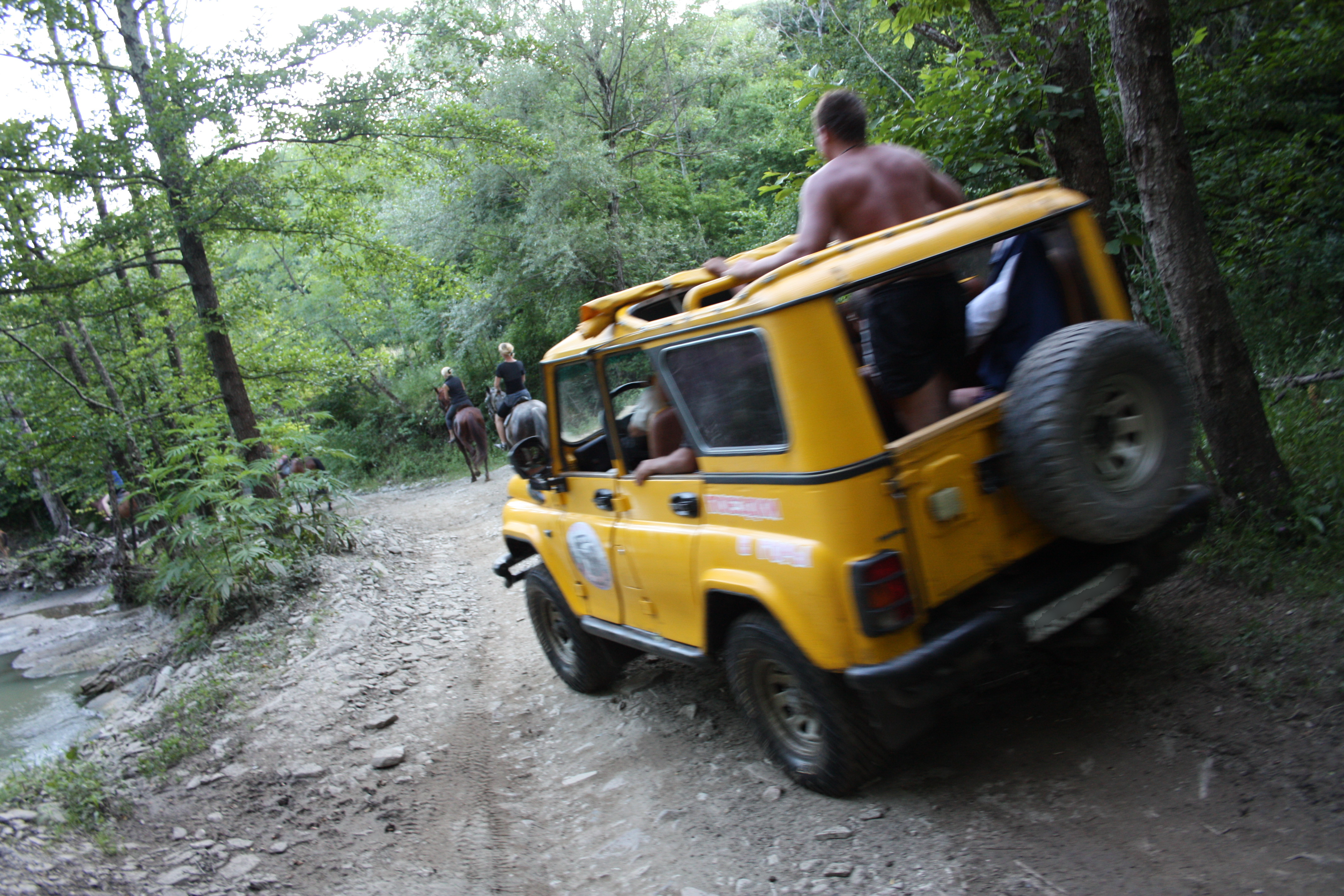
Прохождение маршрута по горным рекам
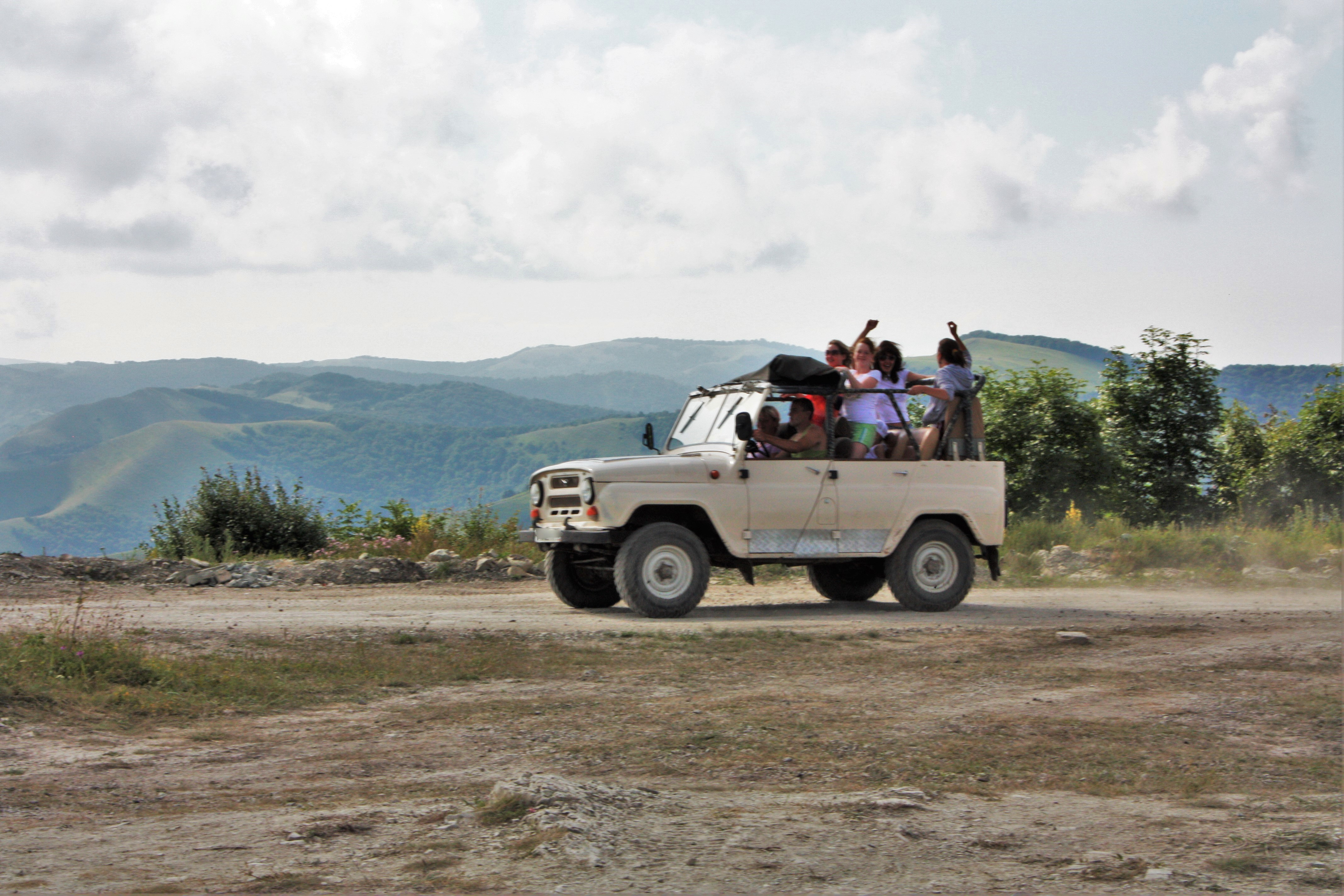
Джипинг — экстремальный вид отдыха